# Аксыйские события
Аксыйские события — расстрел демонстрации местного населения села Боспиек Аксыйского района Джалал-Абадской области Кыргызстана 17 марта 2002 года, протестовавших против передачи части киргизских территорий (90 тыс. га) Китаю. Непосредственным поводом к волнениям стал арест земляка аксыйцев депутата Азимбека Бекназарова. Жертвами применения огнестрельного оружия стали шесть человек. После Тюльпановой революции погибшие посмертно были награждены медалью «Эрдик» («Мужество»). Оппозиция организовала в ряде районов страны и в Бишкеке многочисленные акции протеста. Кризис в Аксы привел к отставке премьер-министра Курманбека Бакиева и его правительства, а также подорвал доверие к президенту Акаеву.Эту памятную дату отмечают каждый год.